# Los Incas Modernos
 (mars 2022).
Los Incas Modernos est un groupe de rock 'n' roll et surf rock péruvien, originaire de Callao.

## Biographie
Le groupe est formé à Callao, au Pérou, où il commence son parcours en 1961, sous le nom de The Jay Hawks, bien qu'il n'ait joué que des morceaux twist. En 1963, ils décident d'enregistrer leur unique album, qui, obligatoirement pour le label Discos Sol, portera le même nom, Los Incas Modernos ; la chanson Carnavalito contient un morceau qualifié de rock fusion, car mêlant des instruments électriques avec certains instruments andins, ainsi que Terremoto, qui sera une inspiration pour le groupe Los Saicos et sera considéré comme la première chanson de surf rock péruvienne.
Le groupe est connu pour être le premier à sortir un album rock, avec des membres âgés de moins de 20 ans,,,.

## Membres
- Monolo García Quijano — guitare électrique
- Luis Bermudes Molina — guitare électrique
- Héctor We Geng — basse
- Hugo Díaz da Silva — batterie

## Discographie
- 1963 : Los Incas Modernos